# مطيافية رامان

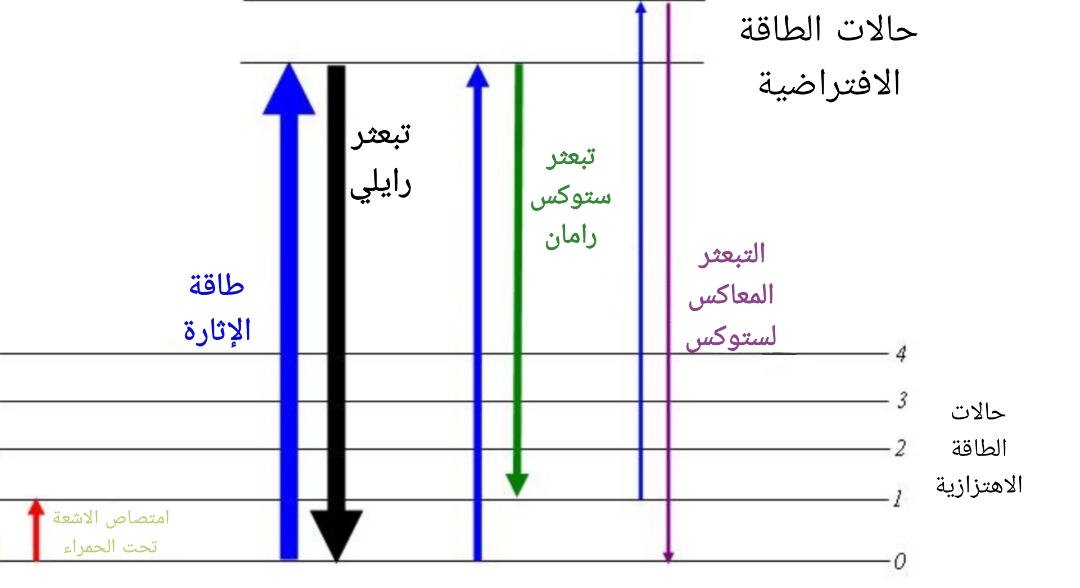

مطيافية رامان وهي أحد أنواع المطيافيات التي تختص بدراسة أنماط الاهتزاز الجزيئي منخفضة التردد في نظام ما، وتعتمد في ذلك على ظاهرة التبعثر غير المرن للضوء على الجزيئات، والتي تعرف باسم تبعثر رامان.
سميت هذه التقنية على شرف العالم جندر شيكهر رامان، والذي اكتشف أحد ظواهر تبعثر الضوء. تستخدم هذه التقنية في علم دراسة خصائص المواد.

## المبدأ
يعتمد المبدأ في مطيافية رامان على ظاهرة تبعثر رامان. لكي نتمكن من دراسة الجزيئات في مطيافية رامان يجب تغيير قابلية استقطاب هذه الجزيئات وذلك بتحفيز الجزيء على الدوران أو الاهتزاز. في مطيافية رامان، تعرّض المادة المراد دراستها إلى إشعاع من ضوء أحادي اللون، وغالباً باستخدام الليزر. يحوي طيف تردد المادة، بالإضافة إلى تردد الضوء الذي سُلِّط الإشعاع به (تبعثر ريليه)، على ترددات إضافية ناتجة عن الطاقة الداخلية للمادة، والتي تكون مميزة لكل مادة حسب تركيبها. تكون هذه الطاقة الداخلية ناتجة عن عمليات فيزيائية داخل جزيئات المادة مثل الدوران والتذبذب والاهتزازت الكمومية وغيرها. تعرف الخطوط الظاهرة في مطيافية رامان باسم خطوط ستوكس.
يؤدي التآثر المتبادل بين المادة والضوء إلى حدوث انتقال للطاقة من الضوء إلى المادة، والذي يعرف باسم انزياح ستوكس Stokes shift للطيف، كما يحدث انتقال للطاقة من المادة إلى الضوء، والذي يعرف باسم انزياح معاكس لستوكس anti-Stokes. بما أن طول موجة الضوء تتعلق بطاقته، فإن انتقال الطاقة يؤدي إلى حدوث تغير في طول موجة الضوء الصادر عن المادة مقارنة مع الضوء الوارد، وهو ما يعرف باسم انزياح رامان.

## اقرأ أيضاً
- مطيافية رامان ذات السطح المحسن